# Farní sbor Českobratrské církve evangelické v Kutné Hoře
Farní sbor Českobratrské církve evangelické v Kutné Hoře je farním sborem této církve v Kutné Hoře. Je součástí poděbradského seniorátu.

## Historie
První evangelíci přihlášení po Tolerančním patentu náleželi do reformovaného sboru v Libenicích. Díky financím ze Skotska začalo po roce 1869 vyučování evangelického náboženství na školách. Roku 1884 byl zřízen filiální sbor náležející ke sboru v Libenicích. Roku 1887 byl postaven evangelický kostel opět se skotskou pomocí. Reformovaný sbor pak vznikl roku 1891. Roku 1893 byla přistavěna fara.
Prvním farářem byl Viktor Szalatnay. Za jeho působení vzrostl počet členů sboru na 1500 z řad živnostníků, řemeslníků i dělníků i rolníků z okolních vesnic.
Druhým farářem se stal Jan Dus. Roku 1930 byla fara rozšířena o první poschodí s bytem faráře. Roku 1968 nastoupil třetí farář Ctirad Novák. Ztratil ale s nastupující normalizací státní souhlas, mohl se však po dvou letech vrátit do služby. V roce 1979 byly v kostele instalovány dva velké obrazy akademického malíře Miroslava Rady představující Starý a Nový zákon. Roku 1981 odešel farář Novák pracovat na synodní radu. Od roku 1982 do roku zde působil Jaroslav Fér, po jehož odchodu zde v roce 2013 nastoupil do služby Ondřej Zikmund. Interiér kostela je upraven manžely Radovými, konají se varhanní koncerty, modlitební akce, ekumenické akce. Při sčítání lidu se k evangelickému vyznání přihlásilo 450 lidí, z toho přímo ve městě 354. Členů sboru je 261:

## Faráři sboru
- 1891–1939 Viktor Szalatnay
- 1939–1968 Jan Dus
- 1968–1970 Ctirad Novák
- 1970–1972 Ctirad Novák ztratil státní souhlas
- 1972–1981 Ctirad Novák
- 1982–2013 Jaroslav Fér
- 2013– Ondřej Zikmund